# Gaius Iulius Longinus
Gaius Iulius Longinus war ein im 2. Jahrhundert n. Chr. lebender römischer Politiker.
Durch Militärdiplome, die z. T. auf den 24. November 107 datiert sind, ist belegt, dass Longinus 107 zusammen mit Gaius Valerius Paullinus Suffektkonsul war; die beiden übten das Amt vom 1. September bis zum 31. Dezember aus.